# Асеновград
Асе́новград (болг. Асеновград; до 1934 року Станімака) — місто в південній частині Болгарії, у Родопах, при виході річки Чепеларська з гірської ущелини; центр общини Асеновград Пловдивської області. Асеновград є  найбільшим містом в Родопах, другим за величиною в регіоні після Пловдива і є адміністративним центром  общинии Асеновград. Асеновград включає квартали Горишній Воден і Долишній Воден, які до 1986 року були окремими селами. За даними НСІ станом на 31 грудня 2015 року населення міста становить 49 510 осіб, що є 19 місцем в країні.
До 1934 року Асеновград називався Станімака від грецької назви Стенімахос, Στενήμαχος. У 1934 р  був перейменований на честь царя Івана Асена II в Асеновград.  Над самим містом знаходяться залишки фортеці, яка була збудована  імператором Іваном Асен II і стала важливим військовим постом у захисті південних кордонів Другого Болгарського царства.
Місто славиться своїми численними церквами, монастирями і каплицями і часто називається Малим Єрусалимом.  Також відоме як "Місто весільних суконь" завдяки великій кількості студій і магазинів для весільних суконь і аксесуарів.
Переважна кількість жителів Асеновграда це болгари, також є представники турецької та циганської етнічних груп.

## Географія

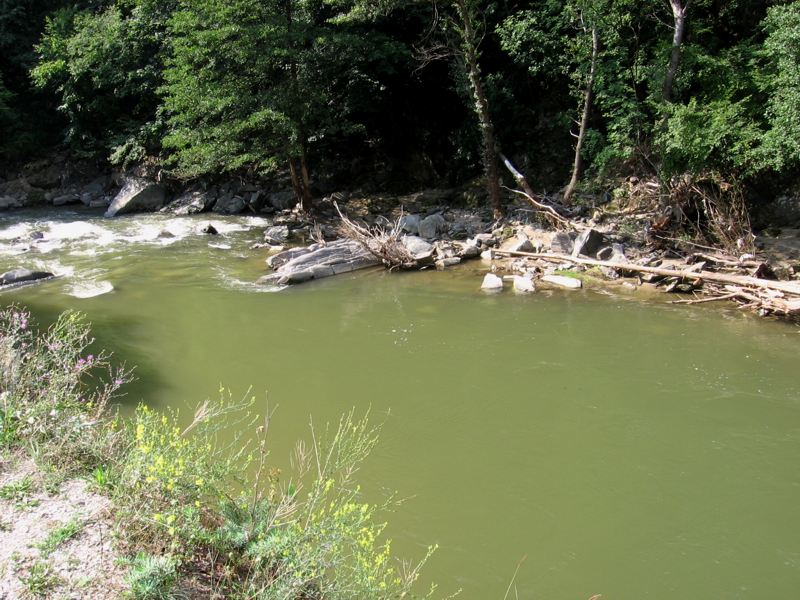
Річка Чая

Місто Асеновград розташоване в південній частині Пловдівської області. Воно знаходиться в 19 км від Пловдива і в 165 км від Софії.   Місто розташоване в ущелині річки Чая (річки Чепеларарська  ріка або Асениця) на  виході  Родопів у  Вехньофракійську низовину.  Тому в Асеновградському районі існує природний зв'язок між Центральною Болгарією, Центральними Родопами та Егейським морем.  Через  територію до Греції проходить один з найважливіших транспортних коридорів: Пловдив — Смолян — Ксанті.
Центральне географічне розташування міста визначає його значення від античності до наших днів. Завдяки своєму розташуванню Асеновград має винятково сприятливий клімат з прохолодним літом і м'якою зимою. У Асеновграді природним явищем є "вечерник" — легкий вітер, який з'являється вночі і зникає о 10 годині ранку. Причиною його виникнення є різне нагрівання повітря між рівниною і гірськими районами (див. фен). Це є прекрасним регулятором бродіння вина і однією з причин того, що Асеновград профільований як виноградний і винний центр.
Найбільша кількість опадів спостерігається у травні та червні, найменша у вересні та жовтні. Ґрунт глинисто-піщаний і зручний в орбробці.  Крім Чаї, територією муніципалітету протікає річка Юговська.
У 30 км від міста знаходиться скеля Беланташ. Інші природні пам'ятки - Заповідник Червона стіна в селі Бачково, печери Топчика, місцевість Усойката (в селі Добростан) і  Лале Баїр, розташоване на південний схід від міста і є одним з небагатьох місць, де зустрічається балканський ендемік — родопський тюльпан. Болота, що займаючи площу в два гектари, були оголошені природною пам'яткою в 1977 році.  Взагалі, околиці Асеновграда є легкими і доступними для туристів і в той же час дають туристам можливість побачити надзвичайно красиві та мальовничі природні пейзажі.

## Історія

### Назва
Стара назва міста Станімака - болгарська версія його грецької назви Стенімахос. Є кілька поглядів на етимологію імені Стенімахос. Один з них полягає в тому, що воно походить від Істеомахи (Ιστιεομάχη), тому що місто було засноване після багатьох битв (грецькою «махі») поселенцями Істії. З часом назви змінилися на Стеімахи, Стенімахос, Станімахи и Станімака. Інакше кажучи, назва має середньовічне походження і походить від "стеномахос" (στενομάχος), що означає "бій в вузькому місці", так як місто знаходиться біля виходу з ущелини річки Чая; або "вузький прохід", оскільки дорога через ущелину була дуже вузькою. Відповідно до третьої теорії, назва походить від особистого імені Стенемахоса — невідомого героя 10-11 століть.

### Історія міста

#### Первинне життя
У місті не було знайдено жодного залишку доісторичного життя, але поблизу було знайдено кілька вогнищ Нового кам'яного віку. Перші дані про поселення в регіоні знаходяться поблизу села Богданиця. На річці Сушиця (притока річки Юговської) відкрили курган під назвою Тумбата. В ньому були знайдені хромелі, кам'яні сокири і глиняні горщики.  Найбільш цінною знахідкою кургану є невеликий мармуровий неолітичний ідол.
Ще одна могила розташована поблизу села Руєн (Панайя або Богородичне), 5 км на захід від Асеновграда. Вона називається Курт тепе або Вовча Могила. Знахідки —  кістки, глиняна статуетка і жіноча керамічна фігура, два кісткових ідола і кам'яна сокирка. Напевно, курган насиваний у  пізньому неоліті.
У районі біля залізничного вокзалу в місцевості Керемидарниця в минулому піднімалися три кургани, заввишки від 4 до 7 м. У 1956 р  в останньому з курганів знайшли поховання з  колісницею, залишками хомутів і  кіньськими кістяками.  Схоже, у цьому місці був похований великий фракійський вельможа.  Поховання було зроблено за фракійським звичаєм спалювання померлого.  У гробниці були знайдені бронзові ойнохої (винні судини), бронзовий жертовний посуд і скляна пляшка для ароматичних олій.  Вражає  майстерністю бронзовий патер  і бюст Сілена, прикрашений на протилежній стороні рельєфом сатира.  Окрім цих предметів поза могилою, були знайдені глиняні бальзамарії, срібні та бронзові кільця, цвяхи, скляні частини.
У Національному археологічному музеї в Софії розташовані знахідки з міста - шолом, дві наколінника  і спис, знайдені на півночі фортеці Ассена.

#### Античність
Асеновград був заснований у 7 столітті до нашої ери під назвою Стенімахос  3000 грецьких колоністів з Евбея міста Істієя.  Ймовірно, місто було засноване для того, щоб захистити дороги на південь і створити можливість контролювати транзитну торгівлю в долину річки Мариця, де сьогодні розташований Пловдив.
Кам'яний рельєф Юпітера і  мармуровий стовп з написами були знайдені в церкві "Богородиця Балаклийка".  Рельєф Юпітера показує божество, що тримає патера в одній руці, а скіпетр — в іншій.  Праворуч від Юпітера знаходиться ореол, а ліворуч - чотири тварини.  Ще один рельєф, присвячений Юпітеру, був знайдений у Станимакці.  На   ньому  можна прочитати: "Єфрат, син Гіацинта, присвячує Юпітеру після насланного снобачення від божества".
Цікавими є дві кам'яні таблички, присвячені вищому єврейському богу Яхве.  Одна з них, знайдений у Баделемі, розбита.  Інша  була відкрито в Метохі і містила наступне посвячення: "Верховному богу Яхве".
Мармурова плита 40/30 см також надходить з Асеновграда з зображенням невідомої богині, що стоїть перед вівтарем.  В одній руці вона тримає патера, а в іншій - скіпетр.  Існує також другий вівтар, на якому є інше (невідоме) божество.
Між Горним і Дольним Воденами, на схід від стародавнього міста, є залишки християнської церкви, побудованої в другій половині 4 століття.

#### Середньовіччя
Середньовічна назва Асеновград - Станімака (Станімахос) вперше згадується в Статуті Бачковського монастиря, написаного його творцем -  Григорієм Бакуріані. 

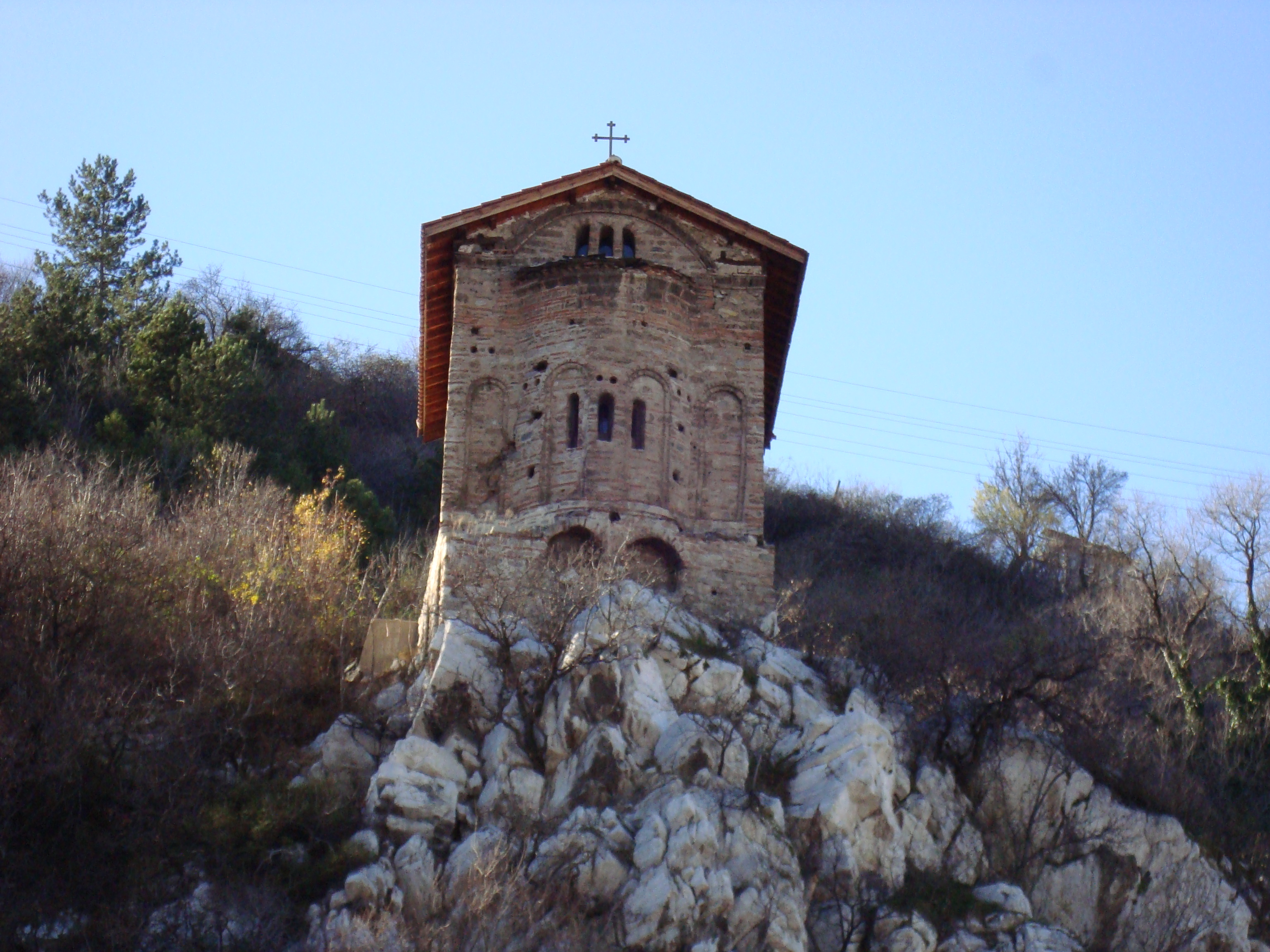
Каплиця "Св. Ян"

У цьому ж документі згадуються середньовічні назви деяких місцевостей і орієнтирів навколо:
- Янова - район, де був побудований монастир
- Аврова - село Яврово
- Добролонг - село Добралик
- Лалково - село Лилково
- фортеця Петричос  -  Асенова фортеця

Документ також свідчить про наявність у той час церков «Горишній  Георгій» і «Долишній Святий Георгій», які знаходилися поблизу нинішньої  церкви з ім'ям того ж святого.
Поруч з фортецею Асена була стародавня фортеця-селище Петрич, що також називалася Василікіс.  Точне розташування населеного пункту було встановлено  в 1960 році   під час розкопок на рівні навколо дороги до Яврово.
Станімака згадується в хроніці Третього хрестового походу (1189-1191), де фортеця називається Скрибенціон. Поход очолює німецький імператор Фрідріх Барбаросса. У 1189 р  він перебуває в Пловдиві і зимує там.  Одночасно деякі хрестоносці розграбували сусідні поселення, серед них і Станімака. 

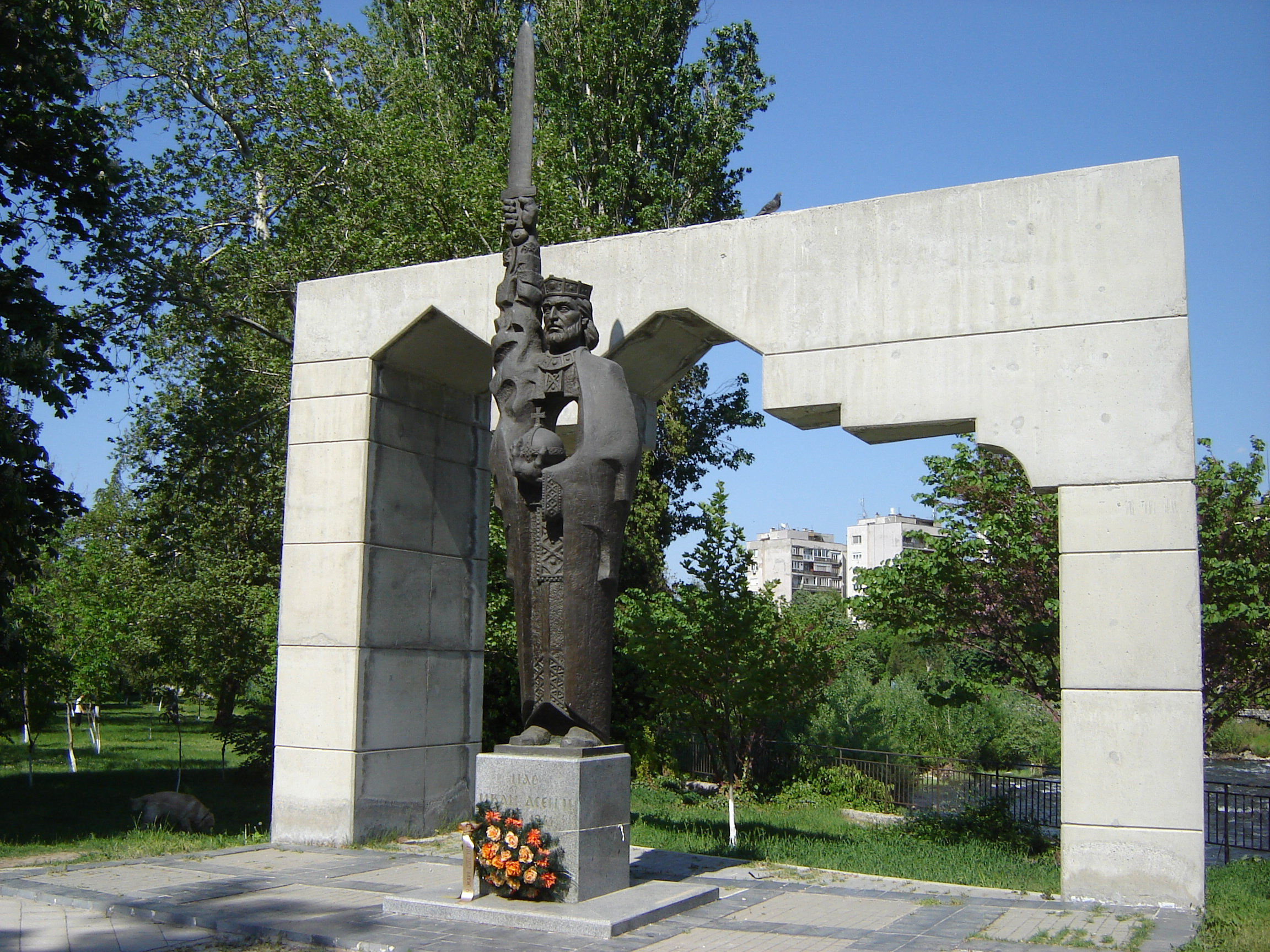
Пам'ятник Івану Асену II

Через кілька років після хрестового походу візантійський імператор Олексій III Ангел зробив вбивцю Ассена I - Іванко  правителем Родопського краю. У 1198 році, однак, Іванко втік з Візантії і оголосив себе господарем району, у який входив Станімака.  Олексій III починає війну з ним і підкорює фортецю Станімака, захоплюючи всіх болгар, які знаходяться всередині.
13 квітня 1204 р. Константинополь потрапив під владу хрестоносців четвертого хрестового походу. Область Пловдив і Асеновград знаходяться у розпорядженні  Реньє де Трі. Через рік після цього цар Калоян збирає армію для захоплення Пловдівської області. Дізнавшись про це, Реньє  втікає з Пловдива,  лише з15 лицарями, і вмирає в фортеці Станімака.  Після року облоги йому вдалося втекти, за допомогою маршала Шампані і Римонії, і літописця хрестового походу Джоффре де Вільяреала.
Фортецю міста відновив цар Іван Асен II. У період з 1259 по 1344 рік Станімака є столицею Родопської області, а місто переходить кілька разів то до Болгарії, то до у Візантії. У 1344 р. під імператором Іваном Олександром місто разом з іншими родопськими фортецями було включено в територію Болгарії. Вважається, що місто було завойовано османськими турками в 1363 році або після  битви 1371 року .

#### Нова історія
У перші століття османського панування місто було під владою султана Сулеймана Пишного. Під час заворушень Курджалі наприкінці XVIII - на початку XIX століття місто було  спалене тричі. Близько середини 18 століття в місто прибули біженці з Касторії, керовані Алі Пашою. Емігранти були бажаними і навіть отримали гроші у цариградських властей, щоб побудувати власну церкву в 1765 році. 

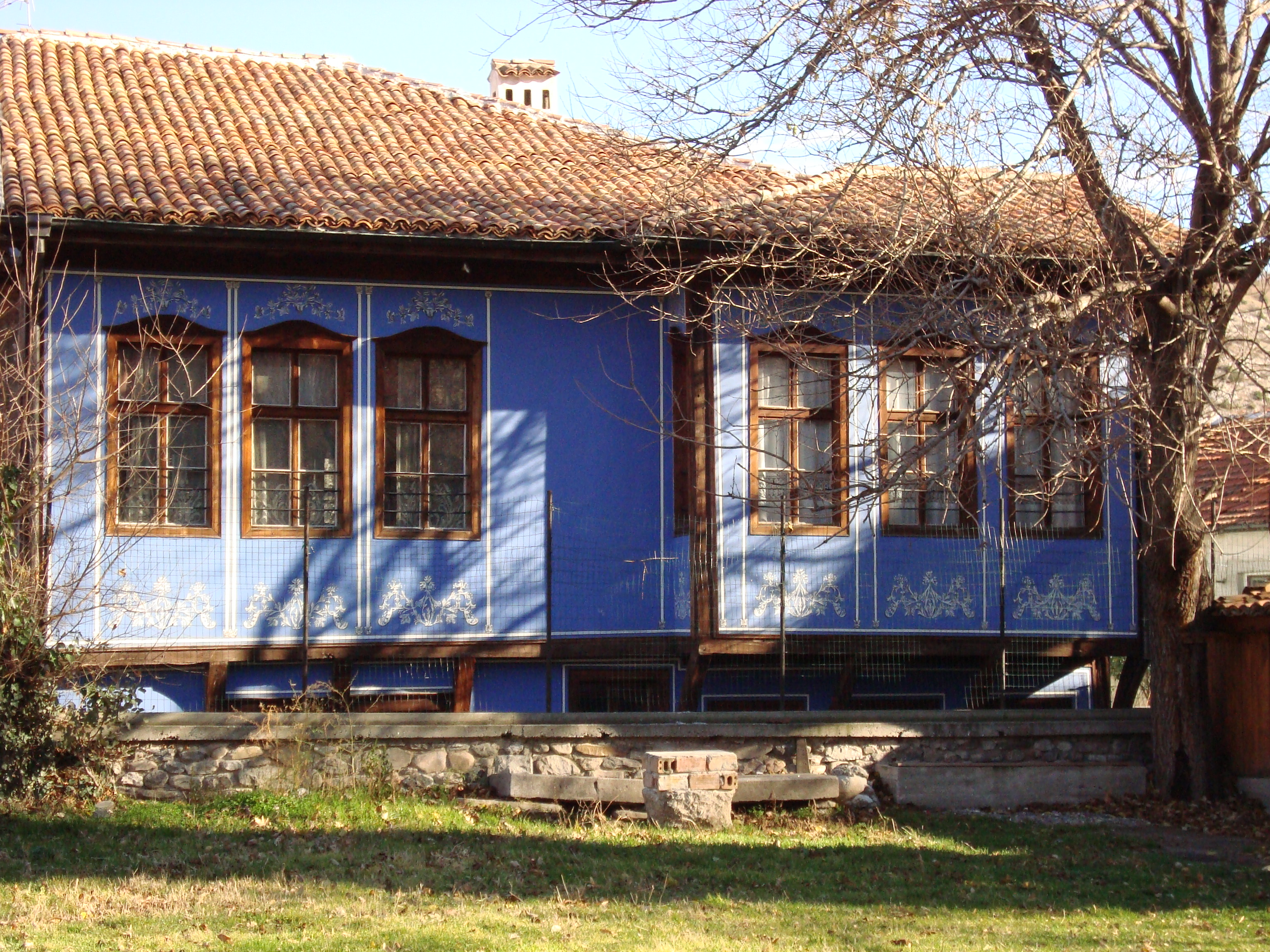
Етнографічний музей

У першій половині 19-го століття французький геолог Амі Бує написав про Стнімак: 
| " | На півтори ліги від Філібе минаю через Станімак по єдиному кам'яному мосту з двома сводами під назвою Кемер-кюпрі. Біля входу в мост є хан і великий дім або квадратна веранда, де можна розслабитися і насолодитися прохолодою, що йде від близькості води. З цього місця поширюється найпрекрасніший вид на пролом Станімака, один з наймальовничіших у Родопах ... Станімак населений болгарами і мусульманами. | " |

За свідченнями американських місіонерів 1861 в місті живуть 9 тис. греків, 100 турків і кілька болгар, а жителі особливо ворожі до протестантів.
На початку 20 - го століття Станімак залишається переважно грецьким містом з населенням близько 9000 людей. Тому, хоча в 1876 році був заснований революційний комітет, місто не брало активної участі в революційній боротьбі під час Болгарського відродження.
Станімір був звільнений з-під османського правління під час російсько-турецької визвольної війни 6 січня 1878 року. Грецьке населення міста почало емігрувати після антигрецьких повстань в Болгарії в 1906 році. Згідно з повідомленням секретаря Міністерства внутрішніх справ Томи Васильова, у червні 1907 року 1640 греків були переміщені офіційно і 170 незаконно без паспорта.
Еміграція греків посилюється після узгодженого обміну населення між Болгарією та Грецією після Першої світової війни. Тоді близько 300 грецьких сімей влаштувалися в  Кілкісі
Після визволення кількість болгар у місті почала зростати переважно після заселення болгар з навколишніх поселень  Фракії та Родопів.  В результаті балканських воєн і Першої світової війни Асеновград прийняв велику кількість болгар, вигнаних із сучасної Північної Греції, тому населення країни та його чисельність різко змінилися.

### Релігії
Релігії в місті: 
- Християнство
- Православ'я

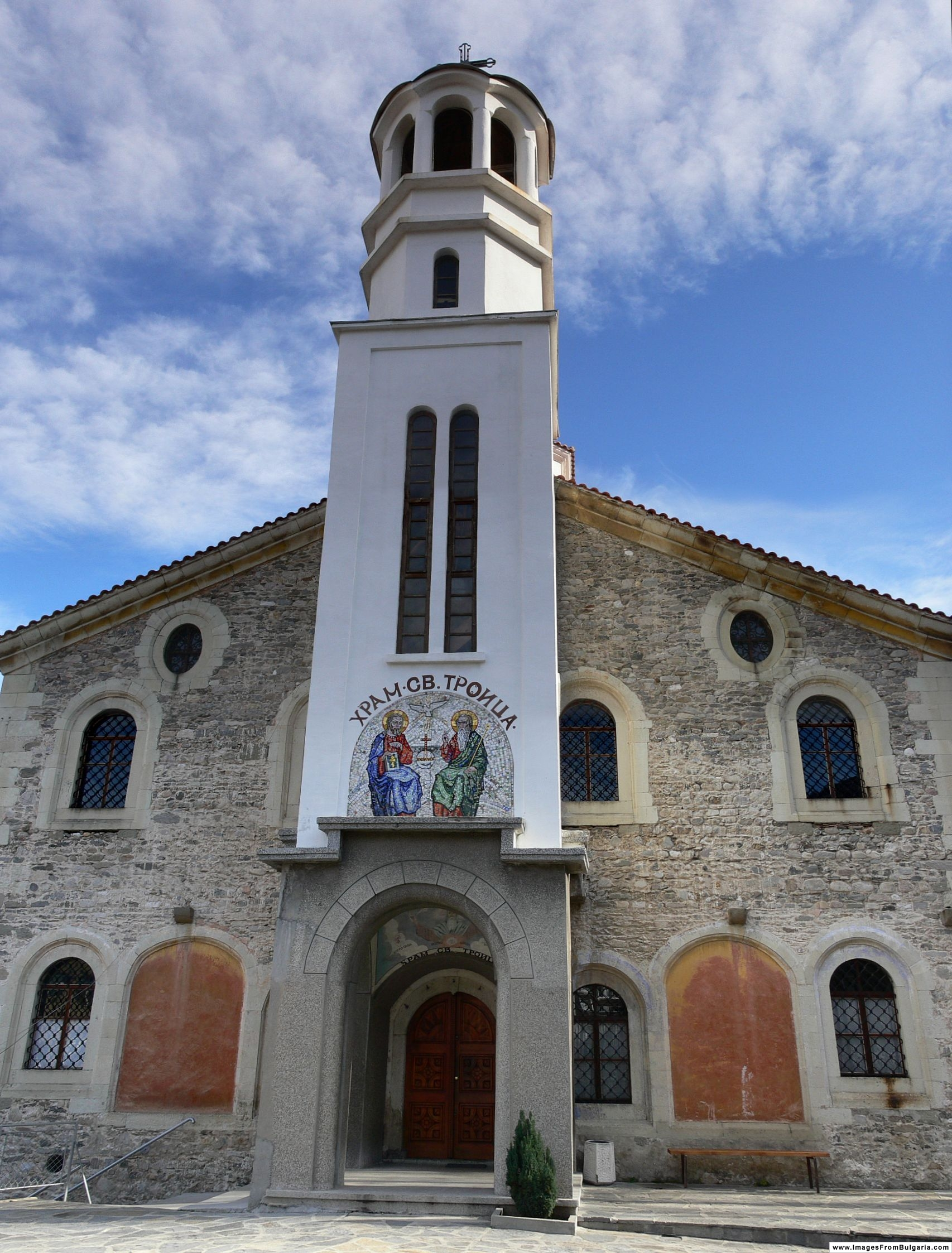
Храм Святої Трійці

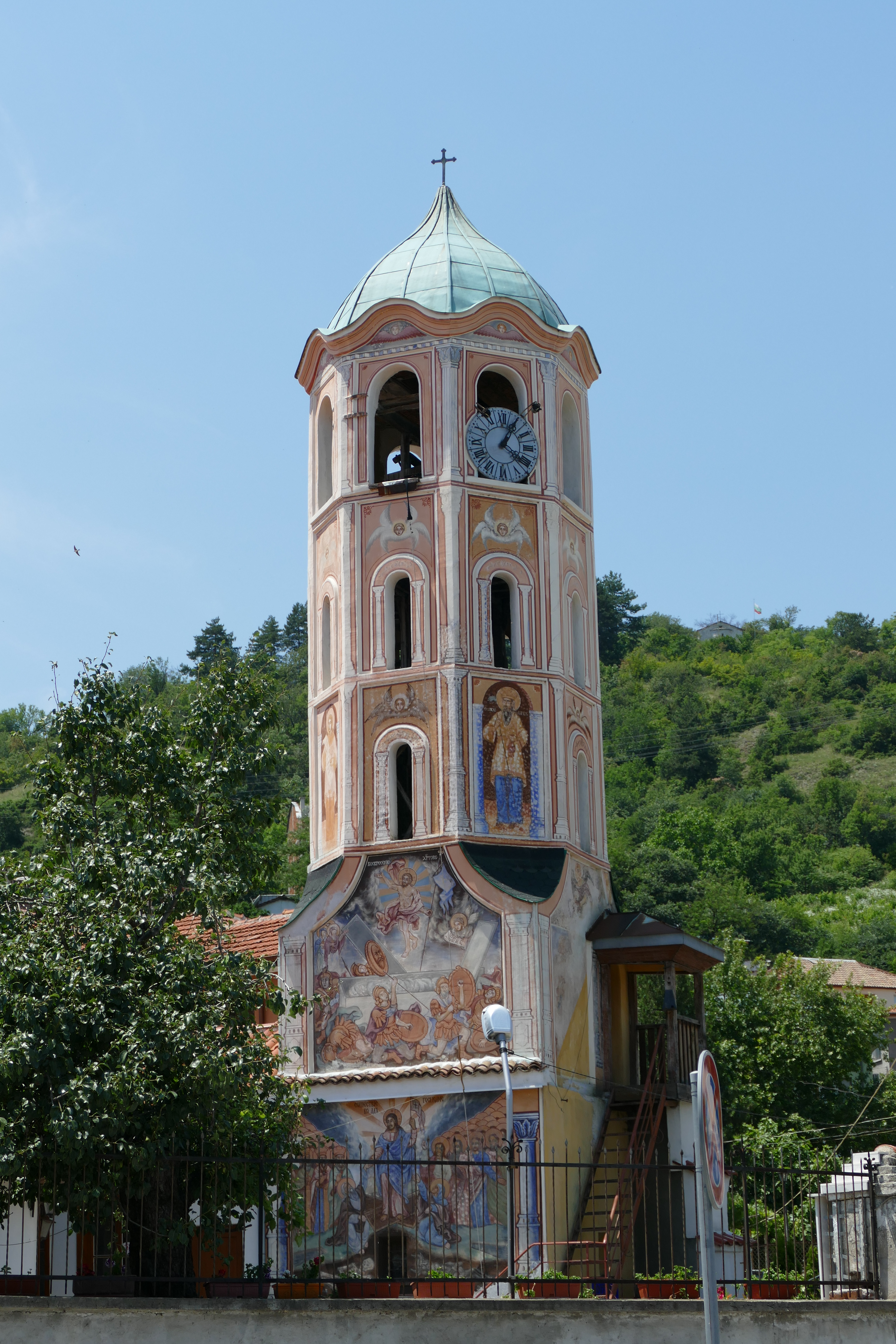
Церква Діви Марії

- Церква П'ятидесятників Євангельська
- Євангельська конгрегаційна церква, що входить до складу Союзу євангельських конгрегаційних церков[13]
- Адвентисти
- Іслам (турки і болгарські мусульмани)

## Політика

### Мер
У першому турі місцевих виборів 2011 року кандидат у мери Христо Грудев (ГЕРБ) отримав 32,82% голосів, а Еміль Караїванов (БСП) - 20,63%. У другому турі явка становить 52%. Еміль Караїванов був обраний мером Асеновграда з 50,39%.

## Економіка та інфраструктура

### Економічні характеристики

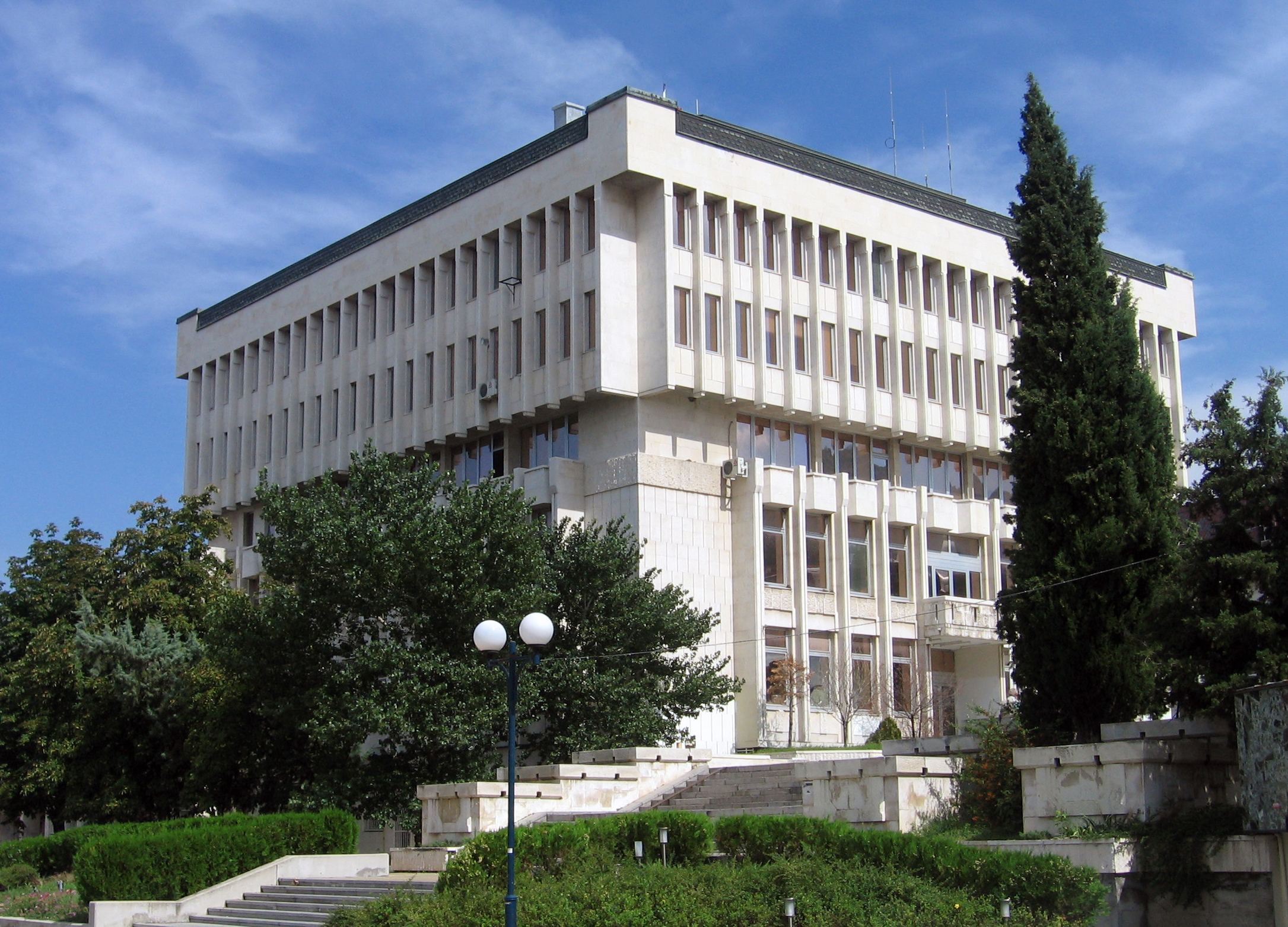
Вид центру міста

Асеновград також відомий за кордоном завдяки збереженим традиціям виноробства. Відомі вина - малага і асеновградський мавруд.
У другій половині 20 - го століття в околицях міста кілька великих промислових підприємства: завод  кольорових металів ( найбільший на Балканах) млин для виробництва борошна, завод  полімерної упаковки, завод з переробки відходів пластмас (ТОВ «Хімік», єдиний в Болгарії ). На шляху до Козаново є завод з виробництва кондитерських виробів.  Асеновград також славиться виробництвом консервів дитячого харчування і пюре.
Сьогодні місто також відоме своїми численними магазинами для весільних суконь та аксесуарів.  Місто також виробляє консерви, пластмасові вироби, деталі для металорізальних верстатів, виноробної промисловісті та інші. 

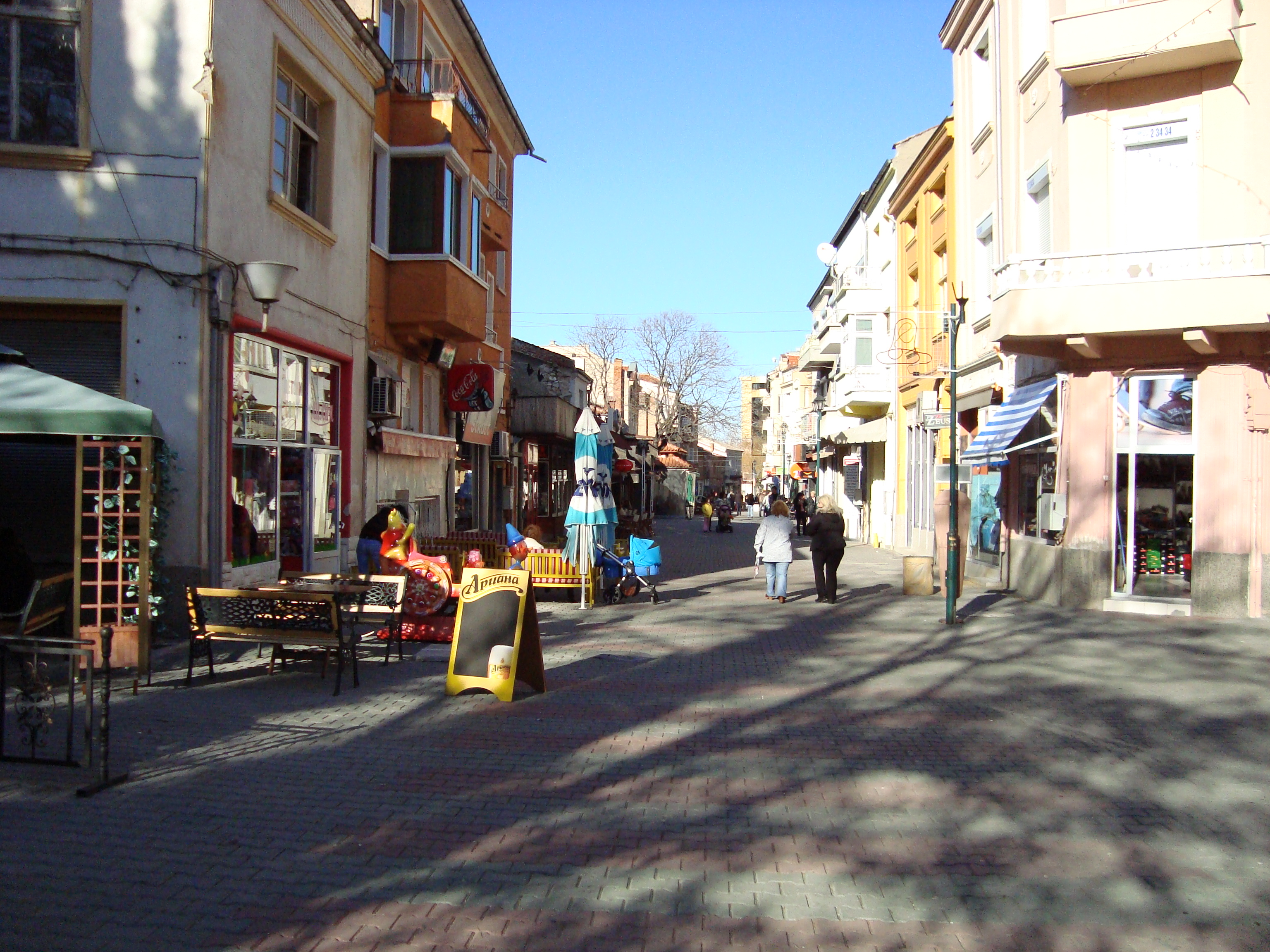
Головна вулиця міста, що веде до площи "Миколи Хайтова"

Асеновград має стратегічне географічне положення для залучення іноземних інвесторів і може розвиватися як центр легкої промисловості (хутро, пластик, деревообробка та текстиль), а також харчової промисловісті.

### Транспорт
У місті є автовокзал і залізнична станція.  Від залізничного вокзалу поїзди вирушають тільки в села Крумово і місто Пловдив.

### ЗМІ
Асеновградське телебачення називається TV SAT COM і транслюється тільки в домашніх господарствах, підключених до кабельного оператора, який має таку ж назву. З готелю "Асеновець" транслюють програми Радіо 1 і Радіо Фокус.
Газети в Асеновграді три - "Асеновградські новини", "Вісник" і "Регіон".  Це в основному місцеві новини.

## Культура та пам'ятки

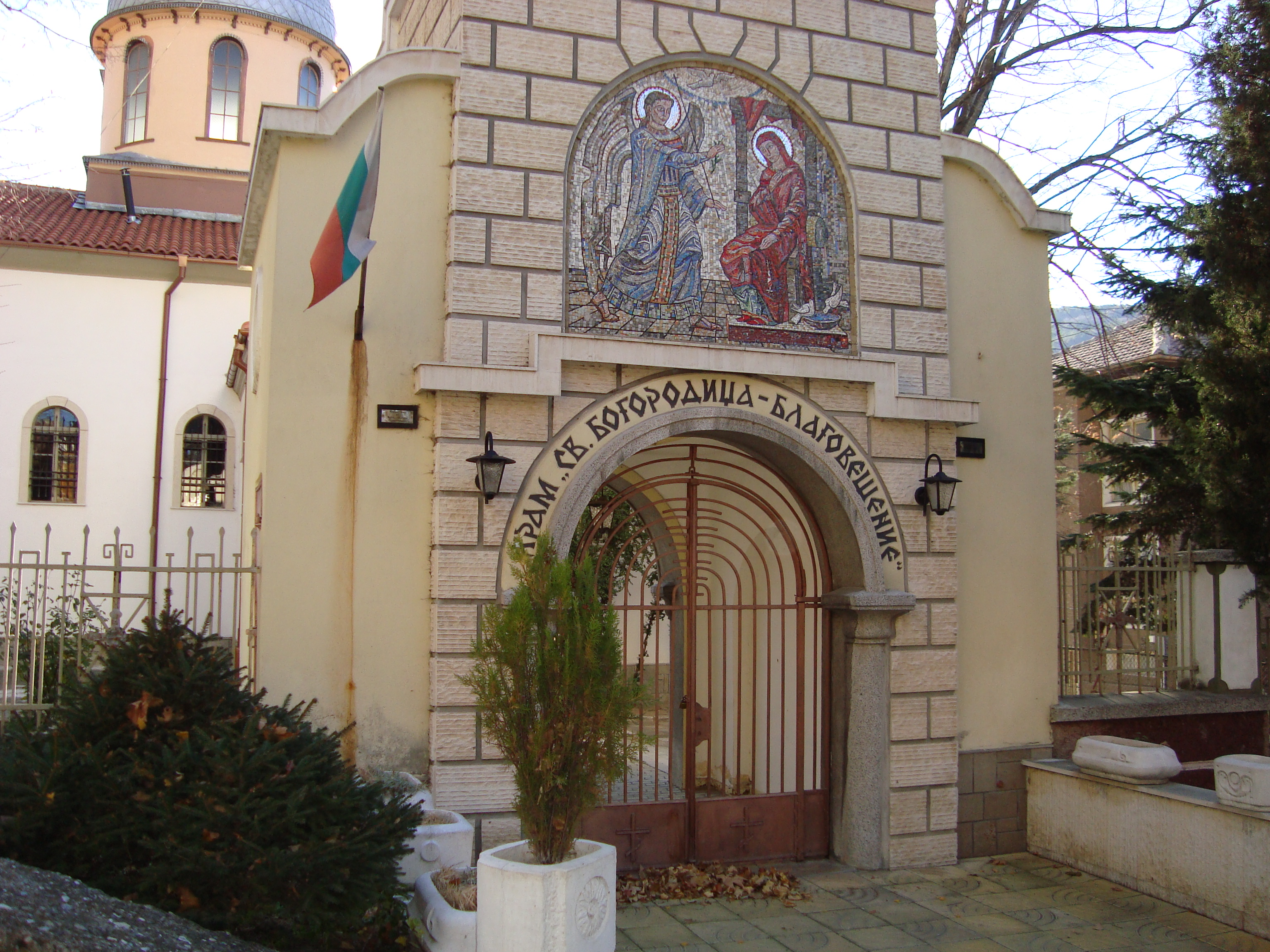
Церква Діви Марії - Благовіщення

Місто є важливим центром релігійного та культурного туризму. Особливо привабливі поїздки в монастир «Св. Петка», «Св. Кірик». Навколо міста є в цілому 5 монастирів, 15 церков і 58 приділів, історичний, етнографічний, палеонтологічний музеї, музей скель і музей вина, у 2 км від міста знаходиться фортеця.

### Фортеця Асена

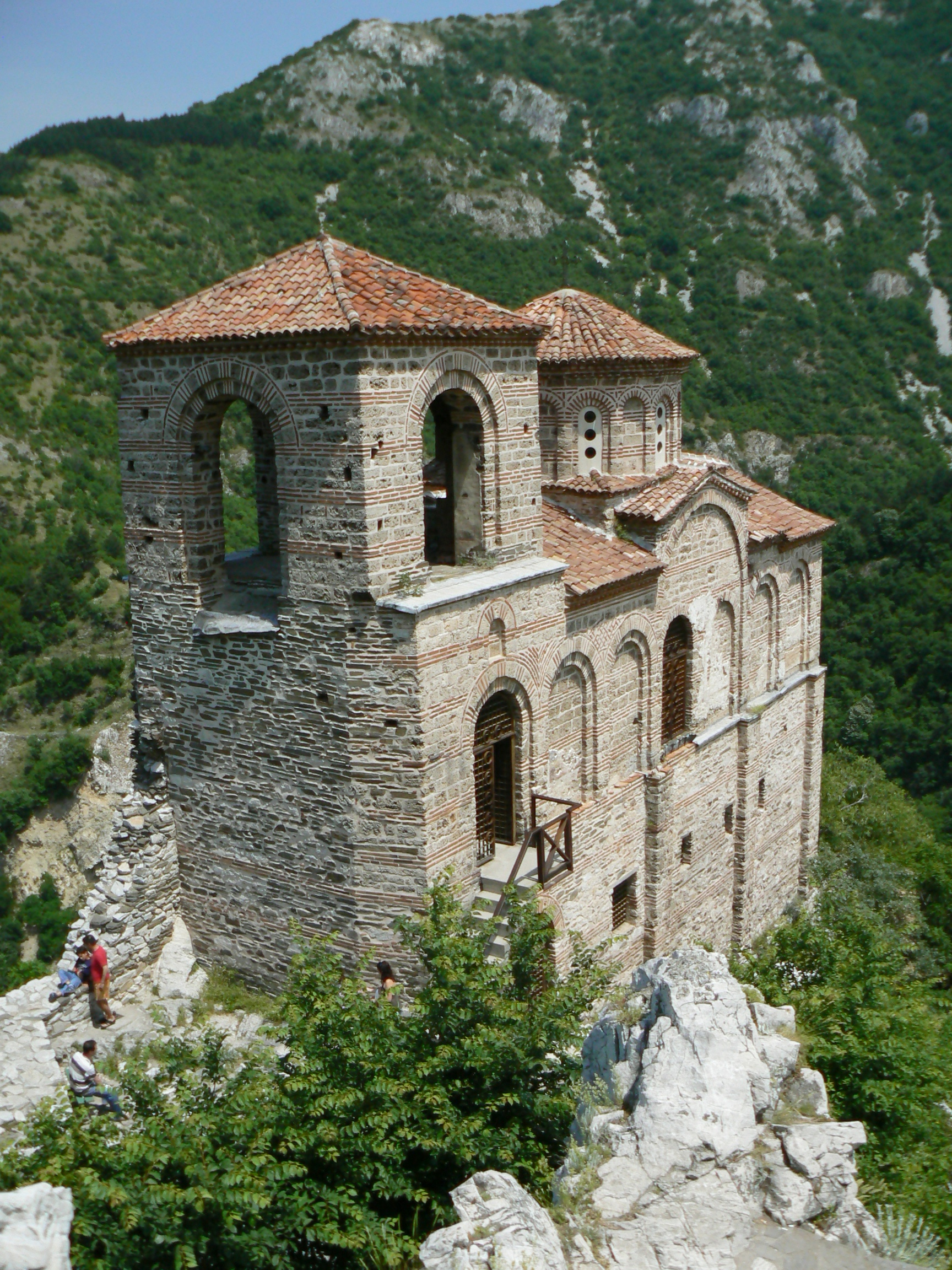
Фортеця Асена

Фортеця Асена розташована в  Родопах і пов'язана з Асеновградом через двокілометрову магістраль.  Фортеця ще існувала під час фракійців, а в середні віки її позиція стала стратегічною.  Фортеця названа на честь царя Івана Асена II. Церква "Богородиці Петрички" є єдиною повністю збереженою будівлею в фортеці Асена. У 1991 році, після завершення всієї реставрації церкви, вона знову почала функціонувати як православний храм.
Фортеця входить до числа 100 національних туристичних об'єктів і відкрита для відвідування цілий рік.  Щодня десятки асеновчан і туристів здійснюють перехід на скелю.

### Палеонтологічний музей

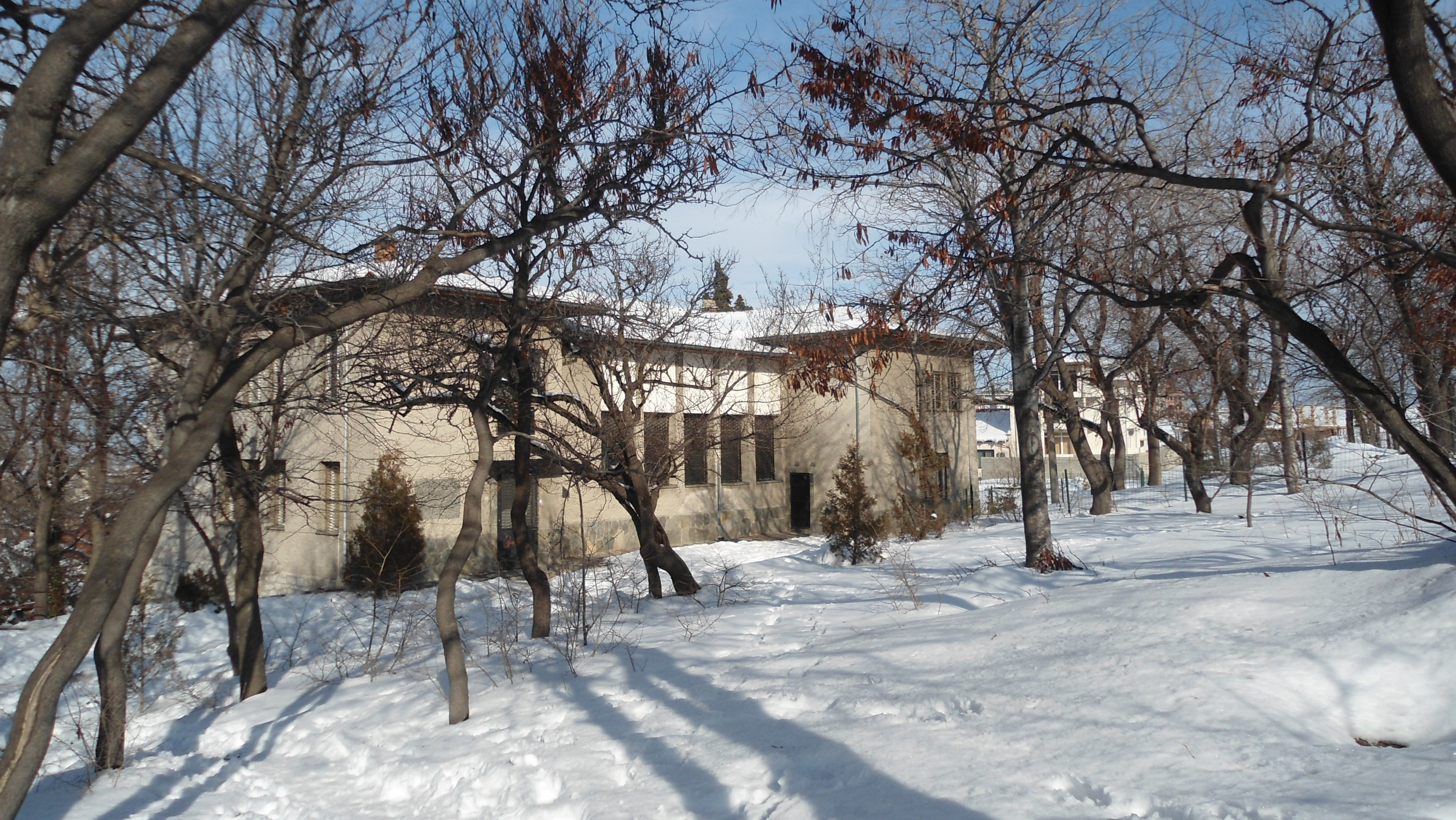
Палеонтологічний музей

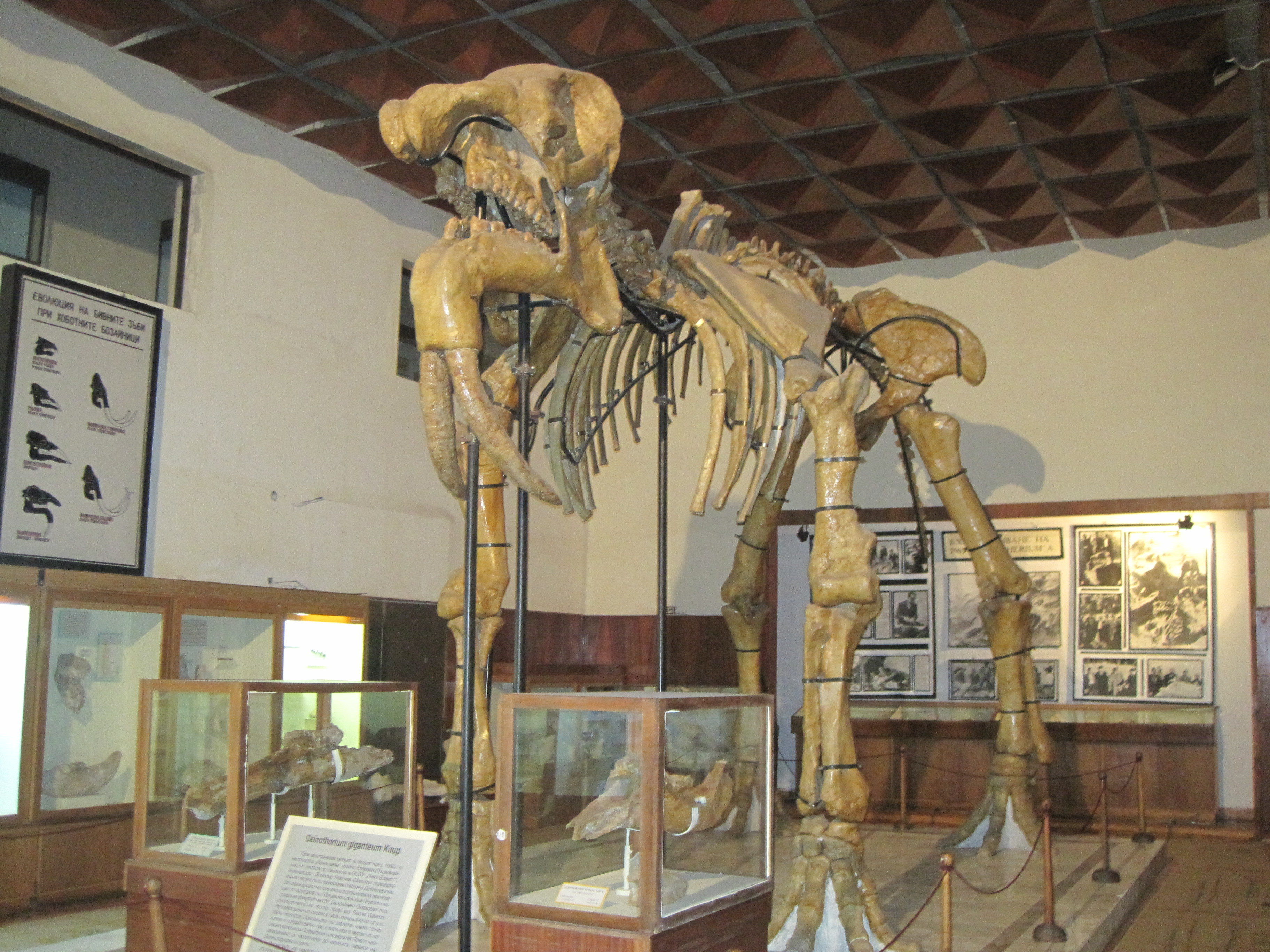
Deinotherium giganteum Kaup, експонат музею

Палеонтологічний музей у місті, філіал Національного музею природознавства, був заснований у 1990 році  і може похвалитися однією з найбагатших палеонтологічних колекцій в Болгарії.  Серед експонатів - залишки саблезубих тигрів, дейнотерія   (Deinotherium giganteum Kaup) та інші. 

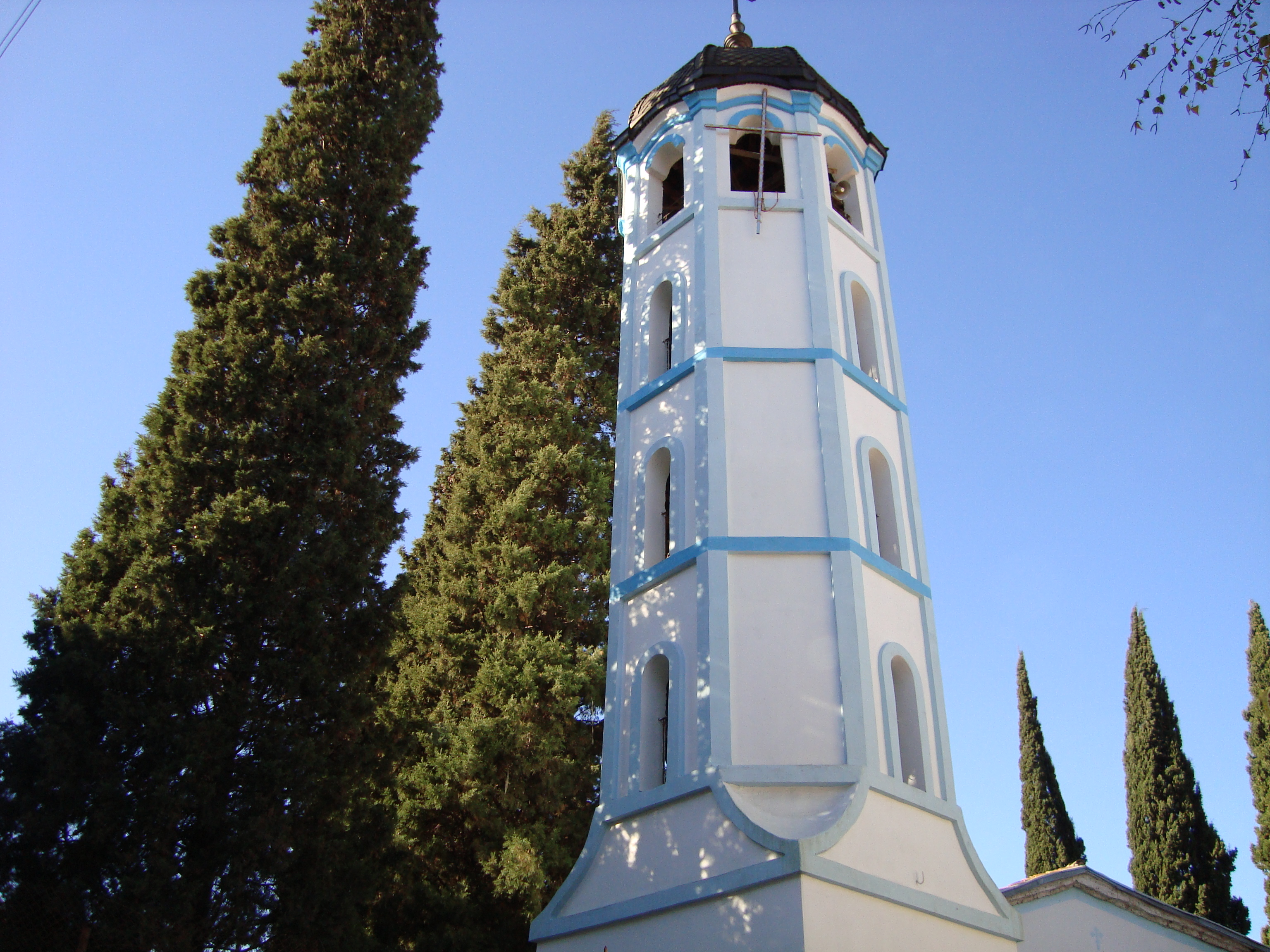
Храм "Святий Миколай"

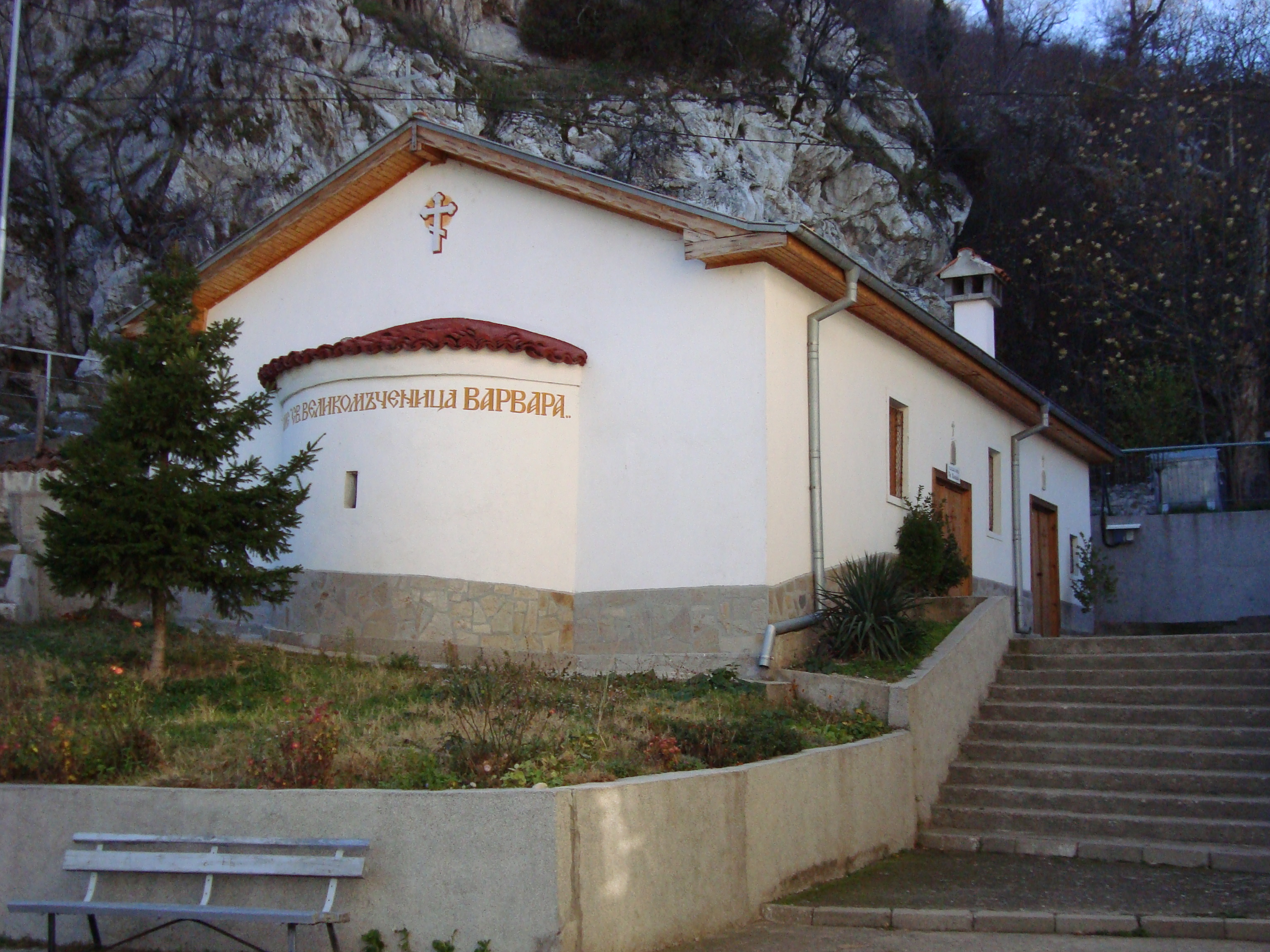
Каплиця "Свята Варвара"

#### Туристичні маршрути
- Асеновград - хатина "Дівоча сльоза" , хатина "Безово", пік Безово, Червона стіна, село Бачково.
- Асеновград - табір "Гонда вода", хата "Безово", хата " Марциганиця".
- Асеновград - хата "Руен", Копрівки, хата "Здравець", аеропорт "Біла церква".
- Асеновград - с. Лясково, гора Баба, с. Бачково.
- Асеновград - Мулдавський монастир "Св.  Петка", мисливський будиночок, табір "Гонда вода", Асеновград.

## Відомі особи
- Димитр Кумчев — відомий болгарський спортист, чемпіон світу з пляжної боротьби.

## Зовнішні посилання
- Сайт муніципалітету [Архівовано 28 квітня 2021 у Wayback Machine.]
- Портал Асеновград [Архівовано 25 лютого 2019 у Wayback Machine.]